# شاهد خان
شاهد خان (بالإنجليزية: Shahid Khan)‏ هو مهندس أمريكي، ولد في 18 يوليو 1950 في لاهور في باكستان.